# Ляохэ
Ляохэ́ (кит. трад. 遼河, упр. 辽河, пиньинь Liáohé) — крупнейшая река в южной Маньчжурии.
Название реки стало основой для названия провинции Ляонин, Ляохэской равнины, полуострова Ляодун, городского округа Ляоюань в провинции Цзилинь. Длина — 1345 км, площадь бассейна — 231 тыс. км². Средний расход воды около 500 м³/с.

## География
Река образуется в результате слияния рек Дунляохэ и Силяохэ в уезде Чанту городского округа Телин провинции Ляонин (примерно в районе стыка границ провинций Ляонин, Гирин и автономного района Внутренняя Монголия), после чего течёт по равнине в Бохайский залив.
Перед впадением в море река раньше разделялась на два рукава. Один из них, именуемый «Вайляохэ» (外辽河, «внешняя Ляохэ»), вбирал в себя воды Хуньхэ и Тайцзыхэ, после чего получал название «Даляохэ» (大辽河, «большая Ляохэ») и впадал в Ляодунский залив в районе Инкоу. Другой рукав, именуемый «Шуантайцзыхэ», впадал в Ляодунский залив в районе уезда Паньшань. В результате проведённых в 1958 году гидрографических работ реки Хуньхэ и Тайцзыхэ, соединяющиеся в Даляохэ, теперь образуют самостоятельную водную систему.
Питание главным образом дождевое. Замерзает в декабре. Вскрывается в апреле. Бассейн Ляохе подвержен частому затоплению во время паводков.

## Притоки
- Сутайхэ (苏台河)
- Цинхэ (清河)
- (柴河)
- (泛河)
- Сюшуйхэ (秀水河)
- (养息牧河)
- Люхэ (柳河)

## История
Из пяти иностранных династий, правивших на территории классического Китая, четыре считали своей родиной регион, относящийся к бассейну реки Ляо.

## Археология и генетика
Y-хромосомный анализ доисторических человеческих популяций из местонахождений долины реки Западный Ляо (культуры Хуншань, Xiaoheyan, нижнего слоя Сяцзядянь, верхнего слоя Сяцзядянь, North nomad Culture, Central Plain Culture) выявил 5 различных субкладов Y-хромосомных гаплогрупп: N1 (xN1a, N1c), N1C, С/C3E, O3a (O3a3) и O3a3c.